# Dominique Van Eeckhoudt
 (novembre 2015).
Si vous disposez d'ouvrages ou d'articles de référence ou si vous connaissez des sites web de qualité traitant du thème abordé ici, merci de compléter l'article en donnant les références utiles à sa vérifiabilité et en les liant à la section « Notes et références ».
Dominique Van Eeckhoudt, née en 1960 à Bruxelles, est Miss Belgique 1981, Miss United Nations 1981, 4e dauphine Miss Univers 1981, Top 15 Semis-finalistes Miss Monde 1981 et Top 15 Semis-finalistes Miss International 1981. 

## Biographie
Elle était un juge régulière à l'élection de Miss Belgique.